# Elizabeth Fry
Elizabeth (Betsy) Fry, született Elizabeth Gurney (Norwich, 1780. május 21. – Ramsgate, 1845. október 12.) angol börtönreformer, kvéker, keresztény filantróp. A „börtön angyala”-ként is emlegetik. Fry volt a fő mozgatóerő a börtönlakók életének humánusabbá tétele érdekében hozott törvények mögött. Erőfeszítéseit az uralkodó, Viktória brit királynő is támogatta. Arcképe 2001-től szerepel az angol ötfontos bankjegyen.

## Születés és családi háttér
Elizabeth (Betsy) Gurney az angliai Norfolkban, Norwich településen, a Magdalen Street melletti Gurney Court-on született, kvéker családban.
Gyermekkorát Earlham Hallban töltötte. Az épület ma a Kelet-angliai Egyetem épületcsoportjához tartozik. Apja, John Gurney, a Gurneys Bank társtulajdonosa. Anyja, Catherine, a Barclay család tagja. A család a Barclays Bank alapítói közt van. Anyja tizenkét éves korában elhunyt. Mint az egyik legidősebb gyermek, Elisabeth felelt a fiatalabb gyermekek oktatásáért és neveléséért. Köztük volt öccse, Joseph John Gurney, filantróp és húga, Louisa Gurney Hoare (1784-1836), író oktatási témában.

## Szociális érzékenységének ébredezése
Tizennyolc évesen Elizabethet mélyen megérintette William Savery, amerikai kvéker prédikációja. Szavaitól mozgatva a szegények, betegek és börtönlakók felé fordult. Ruhát gyűjtött a szegényeknek, környékbeli betegeket látogatott és vasárnapi iskolát alapított, ahol gyermekeket olvasni tanítottak.
Joseph Fry-jal (1777-1861) ugyancsak kvéker bankárral húszévesen találkozott. A Norwich Goat Lane Friends Meeting House-ban 1800. augusztus 19-én összeházasodtak, majd a Szt. Mildreds Courtra költöztek a londoni Citybe. Elizabeth Fryt 1811-ben a vallásos baráti társaság elnökeként regisztrálták.
Joseph és Elizabeth Fry 1809 és 1829 között a Plashet House-ban, (East Ham), később Upton Lane-en (Forest Gate) lakott. Tizenegy gyermekük, öt fiú és hat lány született.

## Börtönmunka
A család egyik barátjának ajánlására Fry meglátogatta a Newgate börtönt. Az ott látott körülmények megrázóak voltak számára. A női részleg túlzsúfolt volt – nők és gyermekek együtt elszállásolva. Számos fogvatartottat még el sem ítéltek. Maguk mostak, főztek és szalmán aludtak a kis cellákban. A skót és észak-angliai börtönökről írt könyv szerint több cellában benn is aludt és főrangúakat hívott, hogy maguk tapasztalják meg a börtönlakók körülményeit. Kedvessége megnyerte a rabokat, így próbálta meg rávenni őket, hogy maguk is próbáljanak meg javítani a körülményeiken. Később ruhákkal és étellel tért vissza. Ezt a munkát a rákövetkező négy évben családi problémák és a Fry Bank pénzügyi gondjai miatt nem folytathatta.
Csak 1816-ra tudta börtöniskoláját megalapítani a börtönlakók gyermekei számára. Felügyeleti rendszert szervezett, és a nőket rávette varrásra és Biblia olvasásra. Segítségével megalapították a Newgate börtön női lakóinak reformációs egyletét, mely végül a „Brit női segélyegylet a női elítéltekért” szervezetében teljesedett ki, mely Britannia első nemzeti szintű nőszervezete volt.
Thomas Fowell Buxtont, Fry unokatestvérét Weymouth képviseletében beválasztották a parlamentbe, és Betsy elképzelései a képviselőtársak között is ismertté váltak. Végül az Alsóház (House of Commons) bizottsága előtt számolt be a brit börtönökben tapasztalt állapotokról, az első nőként, aki bizonyítékot terjeszt a Parlament elé.

## Egyéb humanitárius tevékenységek
Segített a hajléktalanokon – éjszakai szállást alapított Londonban, miután az 1819/1820-as télen egy fiatal fiú testét látta meg az úton. Brightoni látogatása során 1824-ben megalapozta a Brighton Kerületi Látogató Társaságot. A szervezet önkéntesei szegény családokat látogattak segítséget és vigaszt nyújtva nekik. A terv sikeresnek bizonyult, más kerületekben, városokban is alakultak hasonló szervezetek. Férje 1828-ban tönkrement. Fry testvére lett Betsy üzleti menedzsere és adományozója. Segítségével tudta munkáját folytatni és kiszélesíteni. Ápolónői oktatóintézményt alapított 1840-ben. Programja Florence Nightingale-t is inspirálta, aki Fry ápolónőit vitte magával a krími háborúba.

## Hatása
A Fry név közismert lett az angol társadalom minden szintjén. Számos kritikusa akadt, amiért nőként ilyen fontos szerepet tölt be. Mások azzal vádolták, hogy elhanyagolja hitvesi és anyai kötelességét, csak hogy humanitárius munkát folytasson. Viktória királynő a csodálók közt volt. Többször is fogadta, és adományozott céljaira. Másik csodálója, Robert Peel számos törvényt hozott Betsy törekvéseinek megkönnyítésére - pl. Gaol rendelet (1823) – jóllehet, kevés hatással.
Halála után London főpolgármestere ülést hívott össze azzal a céllal, hogy „menedékhelyet alapítson Mrs Fry emlékére, valamint további segítő célú kezdeményezésekért, melyhez hasonlóknak Betsy egész életét szentelte”.
Egy szép, 18. századi lakóházat vásároltak a Mare Street 195. sz. alatt, Hackney-ben, és 1849-ben meg is nyílt a menedékhely. A pénzügyi hátteret számos városi cég és magánszemély adománya adta. A bennlakók mosodája és varrodája is hozott valamicske bevételt. Ezek a tréningek az elszállásoltak foglalkoztatásának fontos részét képezték. Később a menedékhely összeolvadt a Manor House Szegényházával (Dolston, Hackney), és a próbaidős kis kihágást elkövető női elítéltek szállásává lett. A motel hamar nagyobb épületbe volt kénytelen költözni – Highbury Islingtonba, majd 1958-ban Readingbe, mai helyére. Az eredeti épület Hackneyben a CIU New Landsdowne Klub épülete lett, 2000 óta üresen áll. Hackney tanácsa 2009-ben felújításba kezdett az újra használatba vétel érdekében. Elizabeth Fry-ról és az épület korábbi funkciójáról a bejáratnál emléktábla informál.

## Halála
Elizabeth Fryt 1845. október 12-én szélütés érte Ramsgate-nél, és meghalt. A Barking-i "Barátok" temetőhelyén nyugszik. Temetésekor Ramsgate Partőrsége félárbócra eresztett zászlóval tisztelgett, ami csak uralkodókat illet meg. Több mint ezer ember állt némán sírjánál.